# СШОР-Локомотив-Кубань
«СШОР-Локомотив-Кубань» — российский баскетбольный клуб из Краснодара, является фарм-клубом команды Единой лиги ВТБ «Локомотив-Кубань». Выступает в Суперлиге и Кубке России.

## История
Команда основана в 2018 году и начала выступление в Суперлиге-2 с сезона 2018/2019. Костяк команды составляют воспитанники молодёжной системы «Локомотива-Кубань». Домашние матчи «ЦОП-Локомотив-Кубань» проводит на малой арене «Баскет-Холла».
27 сентября 2018 года «Локомотив-Кубань-ЦОП» провёл свой первый в истории официальный матч. В первом матче квалификационного раунда Кубка России в Ставрополе краснодарская команда уступила московской «Руне-Баскет» со счётом 68:73. Самым результативным в составе «красно-зеленых» стал Захар Ведищев, набравший 17 очков, ещё 13 очков добавил Тимофей Герасимов.
Весной 2021 года «Локомотив-Кубань» принял решение возродить фарм-клуб и заявить команду в Суперлигу-1. Возглавил «ЦОП-Локомотив-Кубань» испанский специалист Альберто Бланко.
В сентябре 2024 года «СШОР-Локомотив-Кубань» выиграл первый трофей в своей истории став победителем «Турнира на призы АО «ИЭМЗ «Купол».

## Результаты выступлений
| Сезон     | Суперлига | Суперлига-2 дивизион | Кубок России |
| --------- | --------- | -------------------- | ------------ |
| 2018/2019 | -         | 10 место             | Первый этап  |
| 2019/2020 | -         | 12 место             | -            |
| 2021/2022 | 15 место  | -                    | 1/8 финала   |
| 2022/2023 | 15 место  | -                    | 1/16 финала  |
| 2023/2024 | 15 место  | -                    | -            |

## Главные тренеры
- 2018—2019 —  Роман Семернинов
- 2019—2020 —  Александр Чернов[5]
- 2021—2022 —  Альберто Бланко[6]
- 2022—2023 —  Тане Спасев[7]
- 2023—2024 —  Богдан Богданов[8]
- 2024—н.в. —  /  Милош Павичевич[9]

## Капитаны команды
- 2018—2019 —  Денис Величкин
- 2019 —  Кирилл Попов
- 2020 —  Тимофей Герасимов[10]
- 2021—2022 —  Хасан Кипкеев[11]
- 2022—2023 —  Кирилл Темиров[12]
- 2024—н.в. —  Данил Шеянов

## Состав
| \| Поз. \| № \| Гражд. \| Имя \| Дата рождения (возраст) \| Рост \| Вес \| Звание \| \| ---- \| -- \| ------ \| ---------------- \| ------------------------ \| ------ \| ------ \| ------ \| \| ЛФ \| 0 \| \| Даниил Коско \| 21 марта 2004 (21 год) \| 198 см \| 90 кг \| \| \| Ц \| 3 \| \| Артём Орешников \| 17 февраля 2004 (21 год) \| 208 см \| 90 кг \| \| \| РЗ \| 8 \| \| Артём Чеваренков \| 12 марта 1996 (29 лет) \| 185 см \| 80 кг \| \| \| АЗ \| 10 \| \| Илья Грушевский \| 3 марта 2005 (20 лет) \| 194 см \| 78 кг \| \| \| ЛФ \| 14 \| \| Павел Рябков \| 25 мая 2006 (19 лет) \| 205 см \| 81 кг \| \| \| ЛФ \| 22 \| \| Рустам Гагкаев \| 15 июня 2005 (20 лет) \| 198 см \| 88 кг \| \| \| АЗ \| 30 \| \| Вадим Орехов \| 5 апреля 2002 (23 года) \| 197 см \| 76 кг \| \| \| Ц \| 33 \| \| Семён Медведев \| 2 декабря 2001 (23 года) \| 210 см \| 102 кг \| \| \| ТФ \| 37 \| \| Данил Шеянов (К) \| 21 октября 2003 (21 год) \| 202 см \| 96 кг \| \| \| Ц \| 81 \| \| Демид Тюлюбаев \| 18 мая 2004 (21 год) \| 203 см \| 85 кг \| \| | Главный тренер - / Милош Павичевич Ассистенты тренера - Алимджан Федюшин Легенда - (К) — Капитан команды Последнее изменение: 12 марта 2025 года |               |                  |                          |        |        |        |
| Поз. | № | Гражд.        | Имя              | Дата рождения (возраст)  | Рост   | Вес    | Звание |
| ЛФ | 0 | Флаг Беларуси | Даниил Коско     | 21 марта 2004 (21 год)   | 198 см | 90 кг  |        |
| Ц | 3 | Флаг России   | Артём Орешников  | 17 февраля 2004 (21 год) | 208 см | 90 кг  |        |
| РЗ | 8 | Флаг России   | Артём Чеваренков | 12 марта 1996 (29 лет)   | 185 см | 80 кг  |        |
| АЗ | 10 | Флаг России   | Илья Грушевский  | 3 марта 2005 (20 лет)    | 194 см | 78 кг  |        |
| ЛФ | 14 | Флаг России   | Павел Рябков     | 25 мая 2006 (19 лет)     | 205 см | 81 кг  |        |
| ЛФ | 22 | Флаг России   | Рустам Гагкаев   | 15 июня 2005 (20 лет)    | 198 см | 88 кг  |        |
| АЗ | 30 | Флаг России   | Вадим Орехов     | 5 апреля 2002 (23 года)  | 197 см | 76 кг  |        |
| Ц | 33 | Флаг России   | Семён Медведев   | 2 декабря 2001 (23 года) | 210 см | 102 кг |        |
| ТФ | 37 | Флаг России   | Данил Шеянов (К) | 21 октября 2003 (21 год) | 202 см | 96 кг  |        |
| Ц | 81 | Флаг России   | Демид Тюлюбаев   | 18 мая 2004 (21 год)     | 203 см | 85 кг  |        |